# Jacques Bonnet (football)
Pour les articles homonymes, voir Jacques Bonnet et Bonnet.
Jacques Bonnet est un footballeur puis entraîneur français, né le 15 novembre 1942 à Montpellier. Il évolue comme attaquant à Avignon et Nîmes.

## Carrière de joueur
- 1961-1962 : OGC Nice
- 1962-1963 : SO Montpellier
- 1963-1965 : AS Béziers
- 1965-1968 : Olympique avignonnais
- 1968-1972 : Nîmes Olympique
- 1972-1973 : Olympique de Marseille[1]

## Palmarès
- Vice-champion de France en 1972 (avec le Nîmes Olympique)
- Meilleur buteur du Championnat de France D2 en 1968 (26 buts) avec l'Olympique avignonnais